# Suorre-Tievja
Suorre-Tievja är en kulle i Finland.   Den ligger i den ekonomiska regionen Norra Lappland och landskapet Lappland, i den norra delen av landet, 1 100 km norr om huvudstaden Helsingfors. Toppen på Suorre-Tievja är 325 meter över havet.
Terrängen runt Suorre-Tievja är huvudsakligen platt.  Trakten runt Suorre-Tievja är nära nog obefolkad, med mindre än två invånare per kvadratkilometer. Det finns inga samhällen i närheten. Omgivningarna runt Suorre-Tievja är i huvudsak ett öppet busklandskap.